# Governo militare alleato dei territori occupati

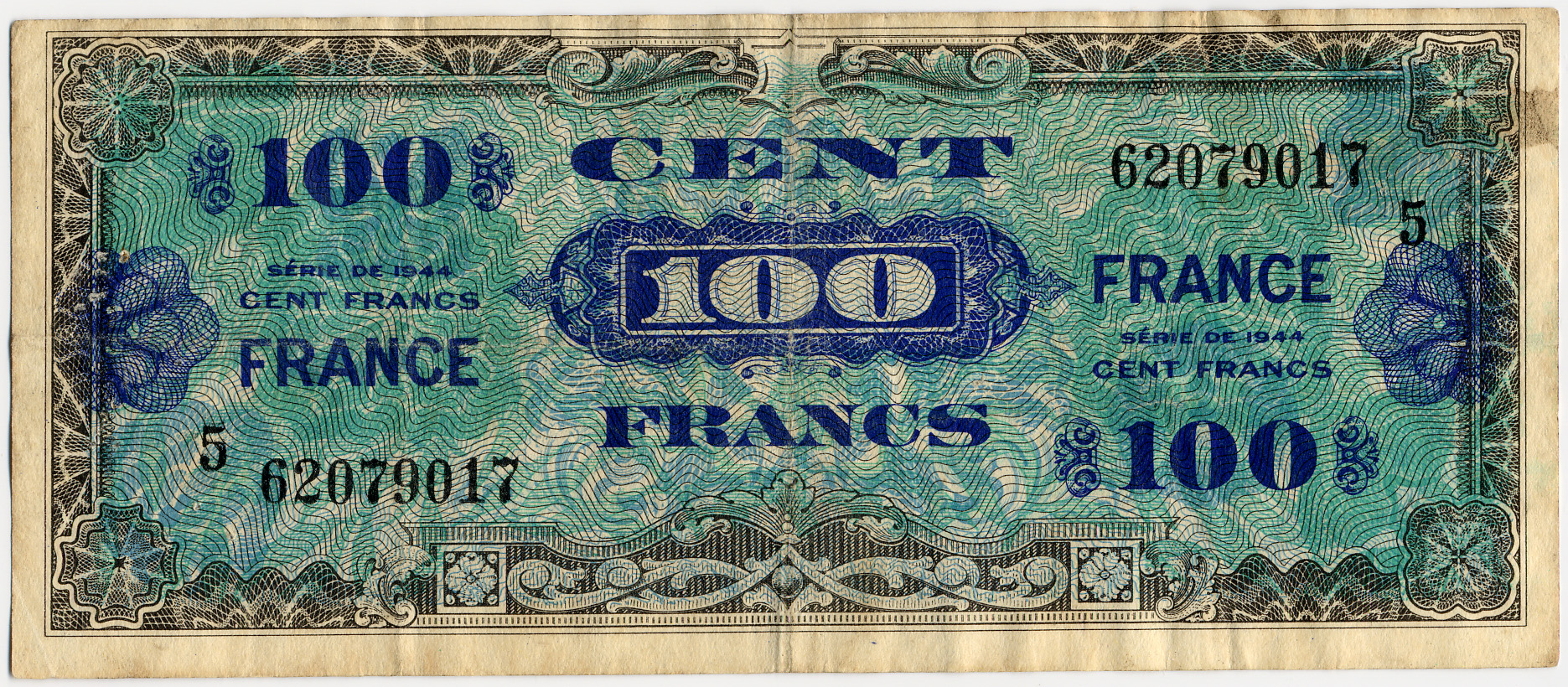
Biglietto da 100 franchi emesso dagli americani riprendendo l'aspetto del dollaro statunitense. Fu emesso nel giugno 1944, dopo l'Operazione Overlord.

Il Governo militare alleato dei territori occupati (in inglese: Allied Military Government of Occupied Territories, sigla AMGOT), in seguito Governo militare alleato (Allied Military Government, sigla AMG), è stato un organo militare deputato all'amministrazione dei territori occupati dagli Alleati durante la seconda guerra mondiale.

## Storia
In considerazione del fatto che non esistevano governi legittimi nei paesi precedentemente occupati dall'Asse e che bisognava, in qualche maniera, amministrare tali territori, gli Alleati crearono a questo scopo l'AMGOT, una divisione degli stati maggiori alleati. In alcuni casi, gli ufficiali militari statunitensi ricevettero una formazione riguardo all'amministrazione civile presso le università della Virginia e di Yale.
Una volta che le forze alleate avevano occupato un territorio liberato, gli ufficiali avevano il compito di assicurare il funzionamento di tutti gli aspetti dell'amministrazione pubblica, dai trasporti alla giustizia e alla circolazione della moneta (a questo scopo fu emesso denaro destinato alla circolazione solo nei paesi occupati, come le Am-lire italiane). L'AMGOT fu istituito ad Algeri nel marzo 1943 e ufficializzato in maggio, alle dirette dipendenze del Comando alleato del Mediterraneo.
Con l'occupazione della Sicilia nel luglio 1943, l'Italia fu il primo paese a sperimentare il governo dell'AMGOT; in seguito, l'amministrazione fu estesa ad altri paesi, quali Germania, Austria, Giappone, Norvegia, Paesi Bassi, Lussemburgo, Belgio, Danimarca e Francia. Negli ultimi due paesi, tuttavia, apparvero ben presto varie difficoltà, a tal punto che in Francia l'AMGOT non ebbe il tempo di entrare in funzione.

## I territori occupati

### Austria
Alla fine della seconda guerra mondiale, l'Austria e Vienna furono divise in quattro zone di occupazione, seguendo i termini della conferenza di Potsdam. Le potenze occupanti erano Unione Sovietica, Stati Uniti, Regno Unito e Francia. Con il consenso delle forze sovietiche, fu istituito un governo provvisorio a Vienna il 29 aprile e la prima legislatura del dopoguerra ebbe luogo il 25 novembre 1945. Dal 1945 l'amministrazione dell'Austria fu affidata a un AMGOT, che ha operato fino alla nascita della Seconda Repubblica Austriaca nel 1955.

### Francia
Era previsto che l'AMGOT governasse la Francia dopo la sua liberazione per un anno, con un effettivo di 1 500 uomini,, ma il generale Charles de Gaulle, che aveva creato a Londra il Comité français de la Libération nationale (CFLN) e poi in Francia il Governo provvisorio della Repubblica francese (GPRF), si oppose vigorosamente al piano degli Alleati, anche grazie al discorso di Bayeux.
De Gaulle dichiarò, inoltre, che le banconote, chiamate comunemente billet drapeau (banconote bandiera), messe in circolazione nella Francia settentrionale dall'esercito statunitense subito dopo lo sbarco in Normandia, non erano nient'altro che moneta falsa, essendo solo delle banconote verdi con l'etichetta dei franchi francesi. Franklin Delano Roosevelt finì con l'ammettere la legittimità del GPRF il 23 ottobre 1944, dopo il discorso di de Gaulle dal balcone del municipio parigino il 25 agosto, e quindi l'AMGOT non operò mai sul territorio francese.

### Germania
La Germania e Berlino, dopo la sconfitta nella seconda guerra mondiale, furono divise in quattro zone di occupazione, seguendo i termini della conferenza di Potsdam. Le potenze occupanti erano Unione Sovietica, Stati Uniti, Regno Unito e Francia.

### Italia

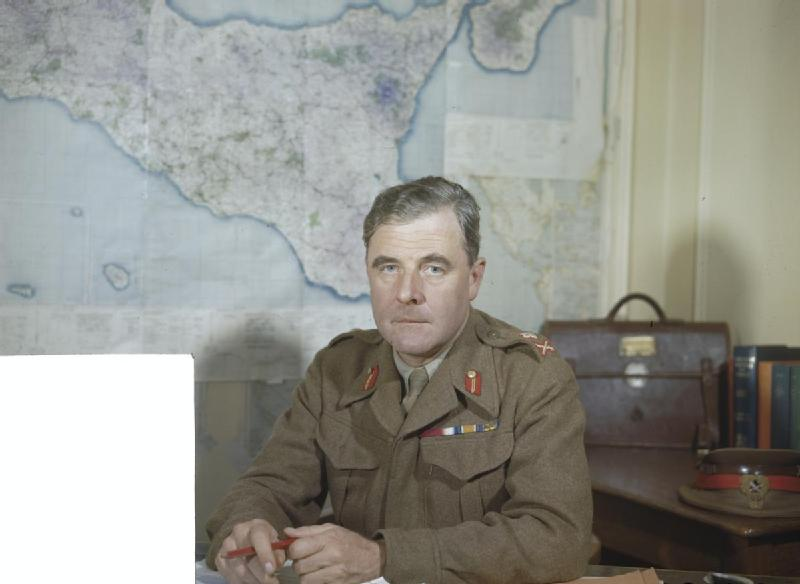
Rennell Rodd, capo del governo militare alleato in Sicilia dal luglio 1943

L'AMGOT dipendeva in Italia dal quartier generale alleato del Mediterraneo, al cui comando era il generale britannico Harold Alexander, che nella sua veste di comandante supremo dell'armata era anche governatore militare delle zone occupate. L'AMGOT lasciò in funzione l'apparato amministrativo italiano, ponendolo tuttavia sotto il controllo dell'amministrazione militare alleata. La gestione avveniva attraverso un Quartier generale (Headquarters), i locali ufficiali degli affari civili (Civil Affairs Officiers) in collaborazione con la polizia civile (Civil Police Officiers) e quella militare (Military Police), e le unità combattenti del luogo. La scelta dei prefetti era affidata alla decisione del governo alleato. 

#### Dopo lo sbarco in Sicilia
Dopo lo sbarco alleato in Sicilia il generale Eisenhower si insediò quale formale governatore militare della Sicilia e annunciò la sospensione dei poteri del Regno d'Italia sull'isola. 
La Sicilia fu quindi il primo territorio amministrato dall'AMGOT, a far data dalla resa di Palermo del 22 luglio 1943. Al vertice dell'AMGOT, fin dal marzo 1943, era il maggior generale inglese Francis Rennell Rodd, da cui dipendevano il commodoro Howard Hartwell James Benson e il colonnello americano Charles Poletti, che guidava "l'Ufficio Affari Civili" dell'AMGOT, in seguito sostituito dal colonnello Chapman.

#### Dopo l'armistizio
Alla firma dell'armistizio lungo del 29 settembre 1943 l'AMGOT si occupava dell'amministrazione di tutto il territorio italiano in mano alleata, eccetto le province di Lecce, Brindisi, Bari e Taranto, dove il 9 settembre si era rifugiato il re, e la Sardegna, assegnata dagli Alleati il 19 settembre 1943 al cosiddetto Regno del Sud.
Con la restituzione dei territori al governo Badoglio, avvenuta l'11 febbraio 1944, la sua competenza si restrinse a Napoli, alle zone nelle vicinanze del fronte e a quelle di particolare interesse militare. La Sicilia fu riconsegnata materialmente solo nel marzo 1944, all'Alto commissariato per la Sicilia.
Continuò ad operare come "Governo Militare Alleato" (Allied Military Government) nei territori italiani liberati dai tedeschi fino alla fine della guerra. Con l'avanzare delle truppe alleate, in numerose città dell'Italia liberata (soprattutto nel centro-nord) l'AMG dovette rapportarsi con la sempre più strutturata presenza politica e amministrativa dei rappresentanti locali del CLN.
Una delle conseguenze dell'amministrazione alleata in Italia fu l'emissione massiccia delle cosiddette Am-lire che causarono una perdita di valore della lira a vantaggio di dollaro e sterlina. L'AMG continuò a operare in Italia fino al 31 dicembre 1945.
Un caso a sé fu quello della Zona A del Territorio Libero di Trieste: qui, dopo che il 9 giugno 1945 le forze anglo-americane subentrarono agli jugoslavi, fu stabilito il 12 giugno 1945 un AMG che durò fino al passaggio della Zona all'amministrazione italiana, avvenuto il 26 ottobre 1954.

## Caratteristiche
Questo organo rimaneva in carica, in maniera da assicurare il funzionamento dell'amministrazione pubblica, fino al momento in cui nel paese occupato si ristabiliva un governo legittimo eletto dal popolo.
Le sue competenze erano le seguenti:
garantire la sicurezza delle retrovie; evitare che le truppe combattenti fossero coinvolte in problemi amministrativi e di polizia; assicurare legge e ordine tra la popolazione civile; ristabilire tra la popolazione condizioni di vita accettabili. Il controllo delle funzioni amministrative era affidato (secondo lo schema originario) a sei divisioni speciali (legal, financial, civilian supply, public health, public safety ed enemy property). A esse se ne sarebbero in seguito aggiunte altre quattro: security, monuments, fine arts and archives, public relations and education. La civil supply venne a sua volta articolata in quattro subdivisioni: agriculture, economic and supply, trasportation and public utilities. A queste se ne aggiunse una quinta: labor, tutt'altro che marginale.
Questo tipo di Amministrazione Militare fu imposta con successo in alcuni paesi, mentre in altri venne ritenuta illegittima, e rapidamente rimpiazzata da un governo nazionale provvisorio di transizione.

## Divisioni territoriali
L'Italia fu amministrativamente divisa dall'AMGOT/AMG (Allied Military Government Occupied Territory / Allied Military Government) in Regioni:
- Region I: Sicilia
- Region II: Calabria, Lucania, parte della Puglia e parte della Campania (Provincia di Salerno)
- Region III: Campania (Provincie di Napoli[16], Avellino, Benevento) e parte dell'Abruzzo
- Region IV: Lazio ed Umbria
- Region V: Parte dell'Abruzzo, Marche e parte dell'Emilia-Romagna
- Region VI: Sardegna

con a capo una Commissione Regionale direttamente responsabile presso il Commissario Capo.
I trasferimenti del territorio italiano dalla giurisdizione dell'AMG all'Amministrazione italiana (cd. Regno del Sud) controllata dall'ACC (Allied Control Commission) si susseguirono in questo modo: 
- 10.09.1943: Provincie di Lecce, Taranto, Brindisi, Bari (cd. "Italia del Re") (in questa occasione la sede del Governo italiano fu trasferita dalla Città di Roma a quella di Brindisi);
- 10.02.1944: Regioni Sicilia e Sardegna e tutto il territorio a sud dei confini settentrionali delle Provincie di Salerno, Potenza, Bari (in questa occasione la sede del Governo italiano fu trasferita dalla Città di Brindisi a quella di Salerno);
- 20.07.1944: Provincie di Napoli (escluso il Comune di Napoli ed il suo porto), Avellino, Benevento, Foggia (esclusa la zona degli aeroporti) e Campobasso;
- 15.08.1944: Provincie di Roma, Littoria (Latina) e Frosinone (in questa occasione la sede del Governo italiano fu trasferita dalla Città di Salerno a quella di Roma);
- 16.10.1944: Provincie di Teramo, L'Aquila, Chieti, Pescara, Rieti, Viterbo;
- 09.05.1945: Provincie di Terni, Perugia, Ascoli Piceno, Macerata, Pesaro, Grosseto, Siena, Arezzo, Ancona (escluso il comune di Ancona);
- 18.06.1945: Provincie di Firenze, Pisa, Livorno, Pistoia (esclusi i Comuni di Livorno, Colle Salvetti e Pisa);
- 31.12.1945: tutte le Provincie dell'Italia settentrionale (escluse le Provincie di Bolzano, Udine, Gorizia, Trieste, Pola, Fiume).
- 14.12.1947: con l'entrata in vigore del Trattato di Parigi fra l'Italia e le potenze alleate, l'Amministrazione italiana fu estesa alle Provincie di Bolzano, Udine, Gorizia (esclusi i territorî ceduti alla Jugoslavia (Pola, Fiume) e quelli del Territorio Libero di Trieste (Zona A) dove sussisteva il Governo Militare Alleato).

### Sedi del Governo italiano
Sedi del Governo italiano dall'annuncio dell'Armistizio alla fine della 2ª Guerra Mondiale:
- 08.09.1943-10.09.1943: Roma
- 10.09.1943-10.02.1944: Brindisi
- 10.02.1944-15.08.1944: Salerno
- 15.08.1944-03.05.1945: Roma

### Governo italiano
Governi italiani dall'annuncio dell'Armistizio alla fine della 2ª Guerra Mondiale:
- 27.07.1943-17.04.1944: Governo Badoglio I
- 24.04.1944-06.06.1944: Governo Badoglio II
- 18.06.1944-26.11.1944: Governo Bonomi II
- 12.12.1944-12.06.1945: Governo Bonomi III

## Nella letteratura
Una campana per Adano è un romanzo del 1944 di John Hersey, che è incentrato sull'amministrazione da parte dell'AMGOT della cittadina italiana (di fantasia) di Adano. Il personaggio principale del romanzo è realmente esistito, così come la gran parte delle situazioni raccontate da Hersey è realmente accaduta nella cittadina siciliana di Licata, dove il giornalista americano sbarcò al seguito delle truppe americane e alle cui vicissitudini si ispirò per scrivere il suo romanzo.